# Die Crew
Die Crew reist gemeinsam zum 9. Planeten ist ein kooperatives und missionsbasiertes Kartenspiel des deutschen Spieleautors Thomas Sing, das 2019 beim Kosmos-Spieleverlag erschien. Es handelt sich dabei um ein kooperatives Stichspiel, bei dem die Spieler gemeinsam versuchen, zahlreiche Aufgaben zu erfüllen.
Das Spiel wurde 2020 als Kennerspiel des Jahres und beim Österreichischen Spielepreis als Spiele Hit mit Freunden ausgezeichnet. Zudem gewann das Spiel die Abstimmung zum Deutschen Spielepreis 2020.

## Hintergrund und Spielmaterial
Die Crew ist ein Karten-Stichspiel, bei dem die Spieler gemeinsam versuchen, insgesamt 50 Aufgaben oder Missionen zu erfüllen. Thematisch übernehmen die Mitspieler die Rolle eines Wissenschaftlerteams, das einen mysteriösen neuen Planeten in unserem Sonnensystem erforschen soll. Das Spielmaterial besteht neben der Spielanleitung aus einem Spielkartenset aus 36 großen Farbkarten und 36 kleinen Auftragskarten, vier Raketenkarten und fünf Erinnerungskarten. Die großen Farbkarten und die kleinen Auftragskarten entsprechen sich und bestehen jeweils aus Karten in vier Spielfarben mit den Werten 1 bis 9. Hinzu kommen 16 Spielplättchen und ein Kommandantenaufsteller. Die Spielanleitung ist bei dem Spiel zugleich das Logbuch, das die 50 zu spielenden Missionen enthält.

## Spielweise
Zu Beginn jeder Mission werden die 40 großen Spielkarten (Farbkarten und Raketenkarten) gemischt und gleichmäßig an die Mitspieler verteilt. Jeder Spieler bekommt pro Mission zudem ein Funkplättchen und eine Erinnerungskarte, die er vor sich ablegt. Das Notsignalplättchen wird verdeckt ausgelegt, und die 36 kleinen Spielkarten werden gemischt und als verdeckter Auftragsstapel in der Tischmitte platziert. Danach wird die zu spielende Mission im Logbuch laut verlesen, damit die Spieler mit den darin enthaltenen Aufträgen vertraut sind. Bei den meisten Missionen muss eine vorgegebene Anzahl an Aufträgen erfüllt werden. Dafür wird die entsprechende Anzahl von Auftragskarten vom Auftragsstapel genommen und an die Mitspieler verteilt. Die Verteilung erfolgt offen, nachdem die Mitspieler ihre Kartenhand betrachtet haben. Der Besitzer der Raketenkarte mit der Nummer 4 wird Kommandant der Mission und bekommt die Kommandantenfigur. Beginnend mit dem Kommandanten nehmen die Mitspieler nun im Uhrzeigersinn jeweils eine der Auftragskarten und legen diese offen vor sich ab, bis sie alle verteilt sind.
Der Kommandant spielt die erste Karte aus und beginnt damit den ersten Stich. Die Spielweise von Die Crew entspricht der anderer Stichspiele, wobei das Kartendeck aus den 36 farbigen Spielkarten und den vier Raketenkarten besteht. Die Mitspieler haben zu Beginn jeder Runde eine Kartenhand, die sie vor den anderen Mitspielern geheim halten müssen. Die Anzahl der Handkarten variiert in den verschiedenen Missionen und wird durch diese vorgegeben. In jeder Runde spielt jeder Spieler eine seiner Handkarten, und der Spieler mit der höchsten Karte der ausgespielten Kartenfarbe gewinnt den gesamten Stich. Grundsätzlich gilt Bedienzwang; eine vom Startspieler der Runde ausgespielte Karte muss also mit einer Karte derselben Kartenfarbe bedient werden, und nur wenn man keine entsprechende Karte besitzt, kann man eine Karte einer anderen Farbe zum Stich legen (abwerfen). Ein Stichzwang besteht nicht; ein Spieler muss also nicht die höchste Karte einer Farbe spielen, wenn er dies kann. Die Raketen gelten als Trümpfe, sie gewinnen entsprechend den Stich unabhängig von der ausgespielten Kartenfarbe; auch eine Rakete darf jedoch nur gespielt werden, wenn der Spieler die ausgespielte Karte nicht bedienen kann.
Während es bei den meisten anderen Stichspielen darum geht, möglichst viele oder möglichst wenige bzw. keine Stiche zu bekommen, ist das Ziel bei Die Crew, dass die richtigen Spieler die Stiche und damit konkrete einzelne Karten bekommen. Diese sind durch die kleinen Auftragskarten vorgegeben, die die Spieler zu Beginn der Runde bekommen haben. Ein Auftrag ist erfüllt, wenn ein Spieler durch einen Stich die entsprechende Auftragskarte bekommen hat.
Grundsätzlich dürfen die Mitspieler miteinander reden. Sie dürfen anderen Mitspielern allerdings weder ihre Karten zeigen noch sagen oder andeuten, welche Karten sie auf der Hand haben. Die einzige erlaubte Kommunikation über die eigene Karten erfolgt über Funkplättchen, von denen jeder Spieler eines pro Mission einsetzen darf. Zu diesem Zweck darf der Spieler eine Farbkarte (keine Raketenkarte) aus seiner Hand offen auslegen, wobei die Karte Teil der Kartenhand bleibt und jederzeit für einen Stich ausgespielt werden darf oder muss. Das Funkplättchen wird mit der grünen Seite nach oben auf diese Karte so platziert, dass es angibt, dass es sich um die höchste, die einzige oder die niedrigste Karte dieser Farbe in der Kartenhand des Spielers handelt. Die Position des Funkplättchens darf im weiteren Spiel nicht mehr verändert werden. Der Spieler, der eine Karte kommuniziert hat, nimmt eine Erinnerungskarte auf die Hand, um sich daran zu erinnern, dass eine seiner Handkarten offen ausliegt.
Eine Auftragskartenmission ist abgeschlossen, wenn die Mitspieler alle in der Missionsbeschreibung vorgegebenen Aufträge erfüllt haben. Sobald eine Karte aus einem Auftrag in einem Stich an einen Mitspieler geht, der diesen Auftrag nicht besitzt, ist die Mission gescheitert und das Team hat diese Runde verloren. Einige Missionen weichen von dem Muster der Aufträge ab; die Siegbedingungen für diese Missionen sind im Logbuch vorgegeben.

## Ausgaben und Rezeption
Die Crew wurde von dem deutschen Spieleautor Thomas Sing entwickelt und erschien 2019 beim Kosmos-Spieleverlag in einer ersten deutschen Version. 2020 wurde es ebenfalls von Kosmos in einer englischen Ausgabe sowie in Lizenz und Zusammenarbeit mit anderen Verlagen auch auf Italienisch (Giochi Uniti), Französisch (IELLO), Polnisch (Galakta) und Niederländisch (999 Games) veröffentlicht.

„In der passenden Runde […] ist es eine Granate. DIE CREW vereint beeindruckend elegant und zugleich tiefgründig das klassische Stichspiel mit Kooperation. So als hätte beides schon immer zusammengehört.“

Das Spiel wurde in zahlreichen Rezensionen überwiegend positiv beschrieben. Der Spielekritiker Udo Bartsch etwa bezeichnete es in seinem Blog „Rezensionen für Millionen“ als „außerordentlich“ und schreibt:
Es wurde 2020 gemeinsam mit The King’s Dilemma und Der Kartograph als Kennerspiel des Jahres nominiert und ausgezeichnet. Zudem erhielt es beim Österreichischen Spielepreis eine Auszeichnung als Spiele Hit mit Freunden. Zudem gewann das Spiel die Abstimmung zum Deutschen Spielepreis 2020 und wurde mit dem Preis für das beste Kennerspiel beim Niederländischen Spielepreis ausgezeichnet.
Im April 2020 erschien in der Zeitschrift Spielbox eine Erweiterung für das Spiel mit dem Titel Die Crew: Der Flug zur ISS mit drei neuen Missionen für das Spiel.

## Die Crew – Mission Tiefsee
Im März 2021 erschien der eigenständige Nachfolger „Die Crew – Mission Tiefsee“ ebenfalls von Thomas Sing bei Kosmos. Thema ist eine wissenschaftliche U-Boot-Mission, die auf Artefakte einer versunkenen Zivilisation stößt. Die Verteilung der Aufträge ist völlig neu geregelt. Aufträge haben auf der Rückseite Markierungen unterschiedlicher Schwierigkeitsgrade, die Mission gibt nur vor, welche Gesamtschwierigkeit erreicht werden muss. Die Zuteilung der Auftragskarten erfolgt nach dem Zufallsprinzip. Außerdem kann bei einigen Missionen eine Zeitbegrenzung ins Spiel kommen, dazu wird ein nicht mitgelieferter Zeitgeber benötigt.
Es fällt auf, dass die Schwierigkeitsgrade in der Tiefsee schnell ansteigen. Für einige Missionen gilt es in der Wiederholung eine Strategie zu entwickeln. Speziell ohne Kenntnis des Vorgängers erfordert das einige Hartnäckigkeit, doch Spielprinzip und Spielspaß sind es wert. Der Wiederspielwert reicht für mehrere Durchgänge.

## Belege
1. 1 2 3 4 5 6 7  Offizielle Spielregeln (Seite nicht mehr abrufbar, festgestellt im November 2024. Suche in Webarchiven)  Info: Der Link wurde automatisch als defekt markiert. Bitte prüfe den Link gemäß Anleitung und entferne dann diesen Hinweis. für Die Crew, Kosmos 2019.
2. 1 2  Versionen von Die Crew in der Spieledatenbank BoardGameGeek (englisch); abgerufen am 3. Mai 2020
3. ↑  Die Crew, Rezension auf dem Blog „Rezensionen für Millionen“, 28. November 2019; abgerufen am 3. Mai 2020.
4. ↑  Die Gewinner 2020 stehen fest auf der Website des Spiel des Jahres e. V., 20. Juli 2020; abgerufen am 28. Juni 2020.
5. ↑  Versionen Die Crew: Der Flug zur ISS in der Spieledatenbank BoardGameGeek (englisch); abgerufen am 3. Mai 2020
6. 1 2  Brettspiele Magazin: Die Crew: Mission Tiefsee